# Aprosexia
Aproxesia es un término médico usado para la incapacidad absoluta de un individuo para fijar la atención. Puede ser causada por déficit senso-neuronal o mental. El nombre fue usado por primera vez por Guye en 1889 para describir un trastorno de la atención causada por obstrucción nasal en estudiantes jóvenes.
En ocasiones, la Aproxesia puede ser confundida con una confusión mental, melancolía y apatía intelectual. Esta completa inhabilidad de fijar la atención puede verse acompañada por trastornos sensoriales como el mutismo, tartamudez e histeria y en trastornos motores como parálisis, temblores y tics.